# Ölbäume
Die Ölbäume (Olea) sind eine Gattung der Ölbaumgewächse (Oleaceae) mit 40 bis 50 Arten. Der in Europa bekannteste Vertreter ist dabei der bereits im Mittelalter Ölbaum genannte Olivenbaum (Olea europaea).

## Beschreibung
Ölbäume sind immergrüne Bäume und Sträucher. Die einfachen Blätter sind gegenständig, einfach und gestielt, die Spreite ist ganzrandig oder gezähnt. 

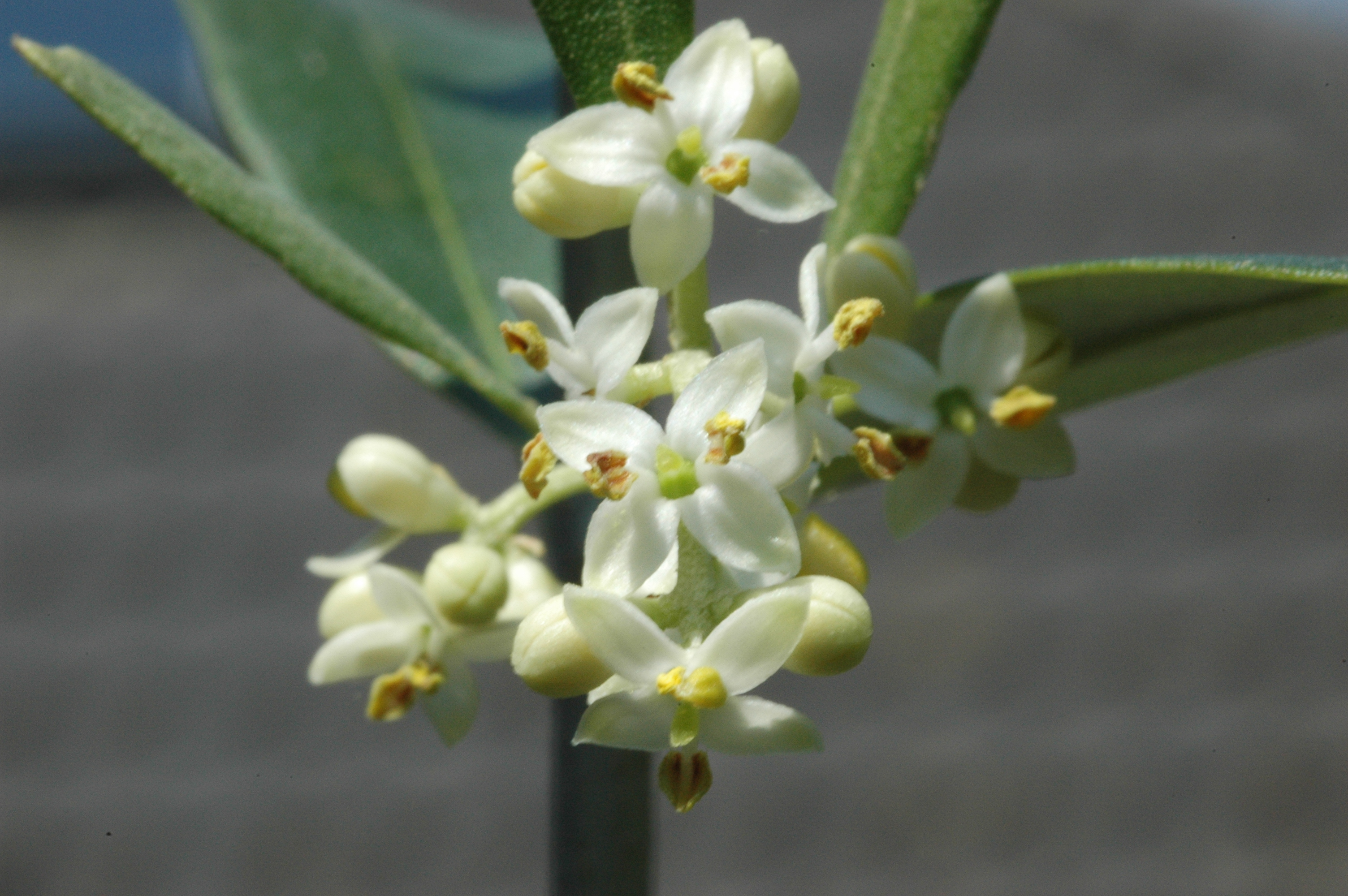
Olea europaea, Blüten

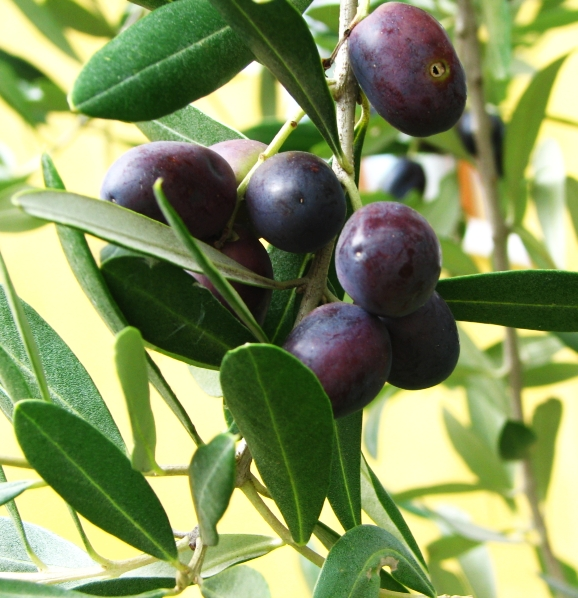
Olea europaea, Früchte

Die Blütenstände entspringen den Blattachseln oder sind endständige Rispen, gelegentlich Trauben oder Dolden. Die Blüten sind sowohl zwittrig oder auch eingeschlechtig, es  gibt also zugleich männliche, weibliche und zwittrige Pflanzen. Der Kelch ist klein, glockenförmig und vierlappig, die zumeist behaarten Lappen sind dreieckig oder eiförmig. Die Krone ist ebenfalls vierlappig und hat eine kurze Röhre. Es gibt vier bis zwei Staubblätter, die am Ansatz der Blütenröhre befestigt sind, die Staubfäden sind kurz oder fehlen ganz, die Staubbeutel sind elliptisch, eiförmig oder annähernd rund. Es gibt zwei Fruchtblätter pro Blüte, der Griffel ist kurz oder fehlt. Die Früchte sind Steinfrüchte mit einem dicken und festen Endokarp und meist nur einem Samen.

## Verbreitung
Die Gattung Olea ist rein altweltlich, sie findet sich in Europa, Afrika, Asien, Australien und auf den Pazifischen Inseln.

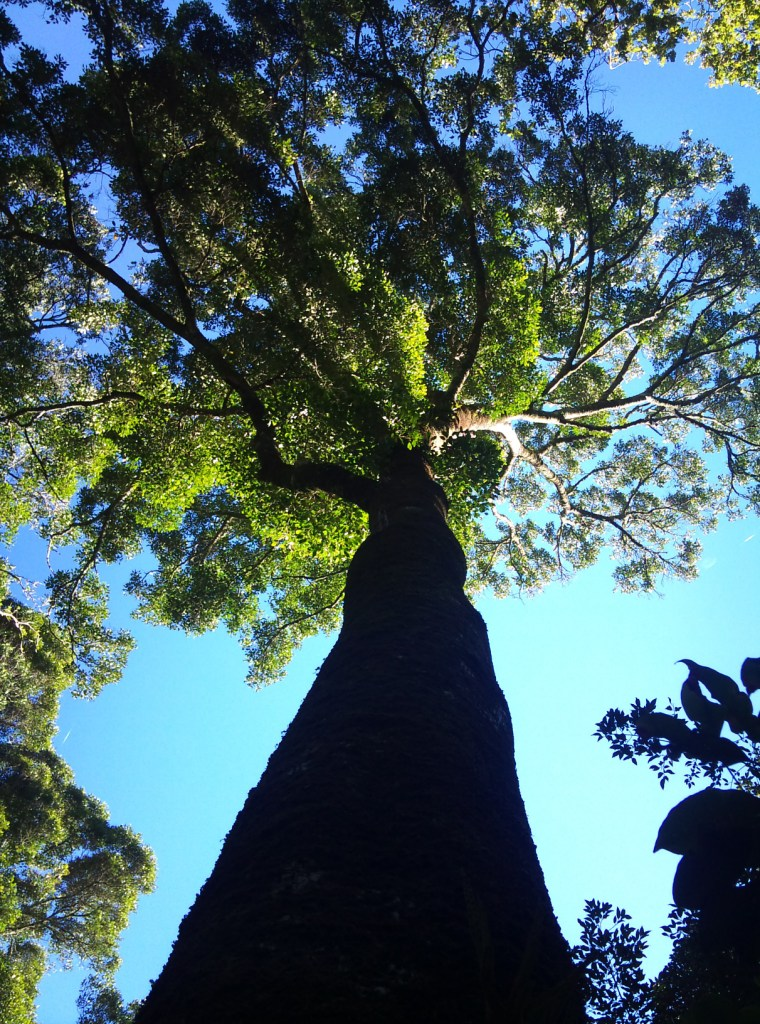
Olea capensis

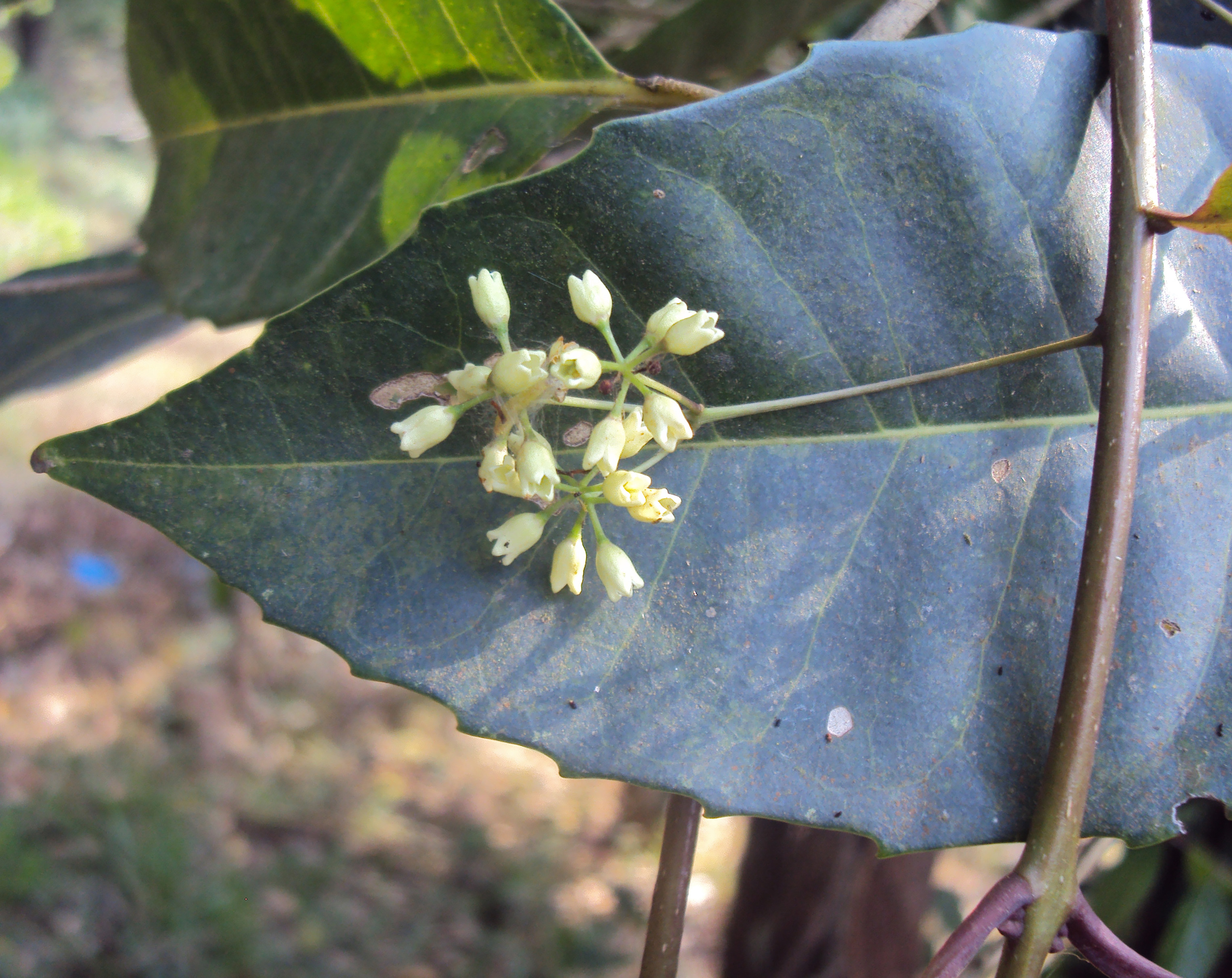
Olea dioica

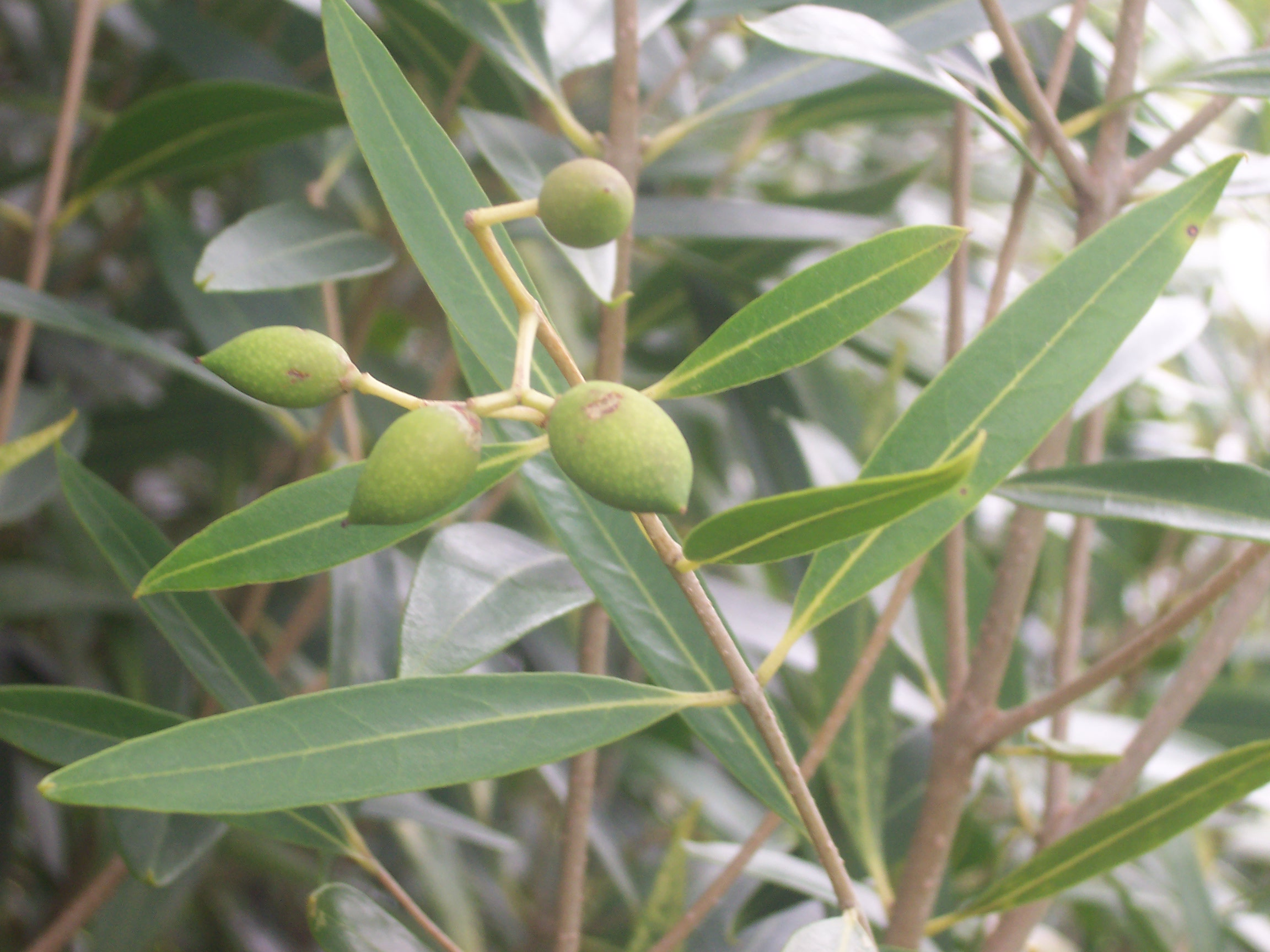
Olea lancea mit Frucht

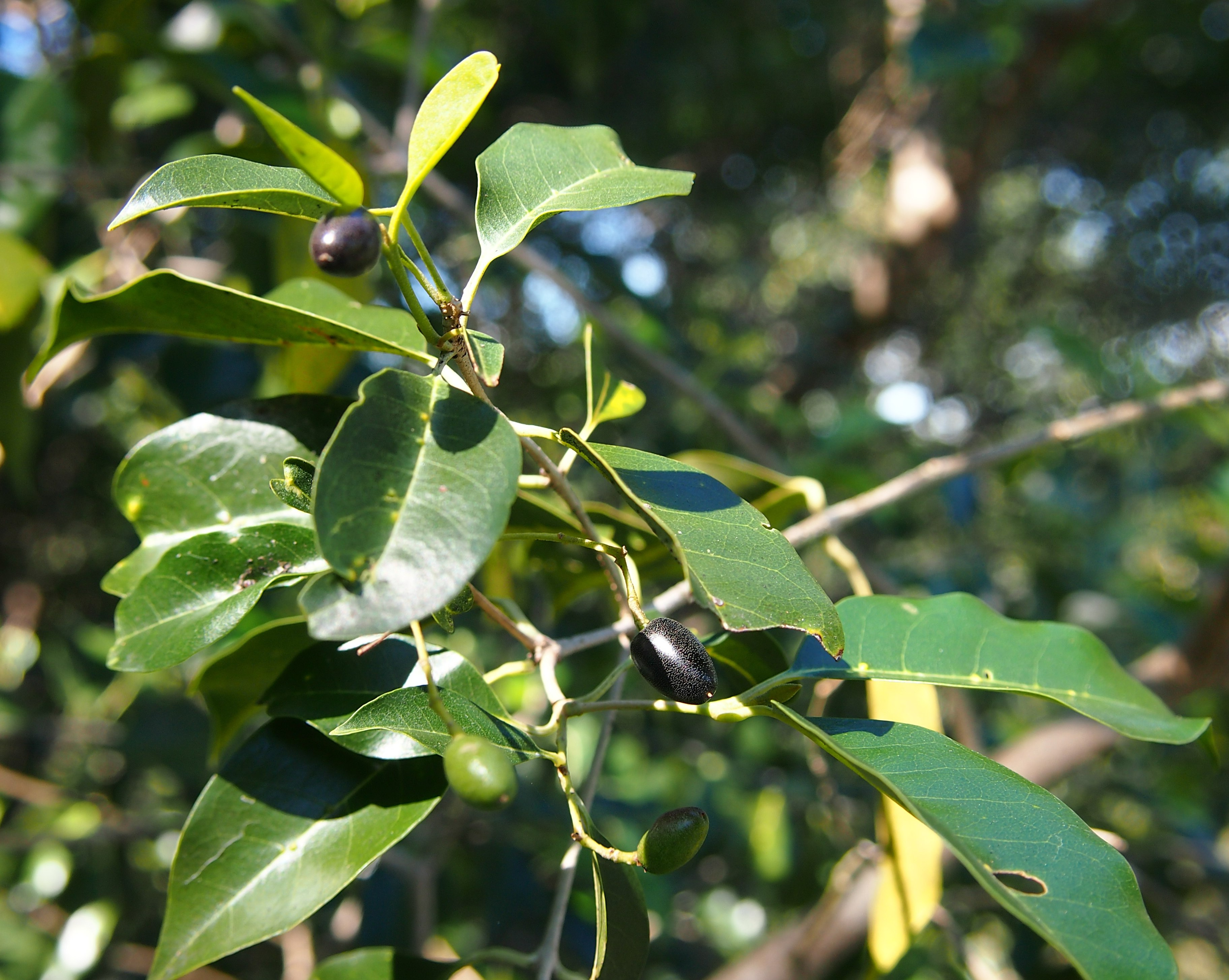
Olea paniculata mit Früchten

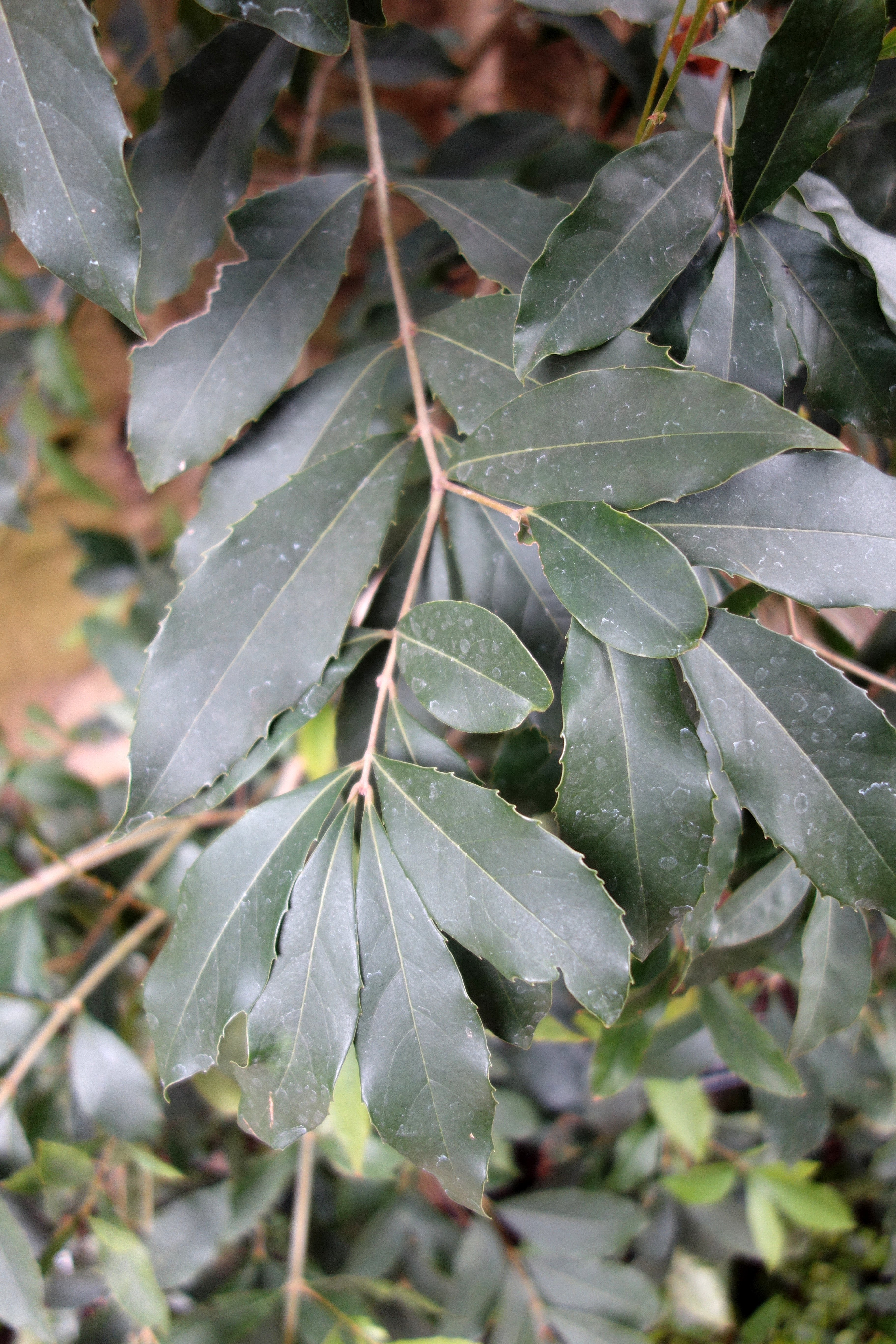
Olea tsoongii

## Systematik
Zur Gattung Olea gehören 34 bis 50 Arten:
- Olea borneensis Boerl.: Die Heimat ist Borneo bis zu den Philippinen.[2]
- Olea brachiata (Lour.) Merr.: Die Heimat ist China bis Borneo.[2]
- Olea capensis L. (Syn.: Olea laurifolia Lam.): Mit drei Unterarten. Die Art ist verbreitet im tropischen und südlichen Afrika, auf den Komoren und auf Madagaskar.[2] Sie wird in Natal/Südafrika als Schwarzer Eisenholzbaum bezeichnet.
- Olea capitellata Ridl.: Die Heimat ist die Malaiische Halbinsel.[2]
- Olea caudatilimba L.C.Chia: Die Heimat ist Yunnan in China.[2]
- Olea chimanimani Kupicha: Die Heimat ist das Chimanimani-Gebirge in Mosambik und Simbabwe[2]
- Olea cordatula H.L.Li: Die Heimat ist Vietnam.[2]
- Olea dioica Roxb.: Die Heimat ist Indien bis Myanmar.[2]
- Ölbaum, Olivenbaum, (Olea europaea L.): Mit sechs Unterarten. Das Verbreitungsgebiet umfasst Afrika und das Mittelmeergebiet bis China.[2]
- Olea exasperata Jacq.: Die Heimat ist die Capensis.[2]
- Olea gagnepainii Knobl.: Die Heimat ist das südöstliche Thailand und Laos.[2]
- Olea gamblei C.B.Clarke: Die Heimat ist Sikkim und Bangladesch.[2]
- Olea hainanensis H.L.Li: Die Heimat ist China, Laos und Vietnam.[2]
- Olea javanica (Blume) Knobl.: Die Heimat ist Sumatra, Borneo, Java, die Kleinen Sundainseln und die Philippinen.[2]
- Olea lancea Lam.: Die Heimat ist Madagaskar, Réunion, Mauritius und Rodrigues.[2]
- Olea laxiflora H.L.Li: Die Heimat ist Yunnan in China.[2]
- Olea luzonica Kiew (Syn.: Linociera obovata Merr.): Sie kommt auf Luzon vor.[2] Sie wurde erst 2016 in die Gattung Olea gestellt.[2]
- Olea moluccensis Kiew: Die Heimat sind die Molukken.[2]
- Olea neriifolia H.L.Li: Die Heimat ist Hainan und das südöstliche Vietnam.[2]
- Olea palawanensis Kiew: Die Heimat ist die Philippineninsel Palawan.[2]
- Olea paniculata R.Br.: Die Art ist verbreitet in China, Indochina, auf dem Indischen Subkontinent, in Malaysia, Australien, Neukaledonien und Vanuatu.[2] Es ist ein 15 bis 18 m hoher Baum, der sehr hartes Holz produziert.
- Olea parvilimba (Merr. & Chun) B. M. Miao: Die Heimat ist Hainan bis Vietnam.[2]
- Olea polygama Wight: Die Heimat ist das südliche Indien und Sri Lanka.[2]
- Olea puberula Ridl.: Die Heimat ist Malaysia.[2]
- Olea rosea Craib: Die Heimat ist China und das nördliche Thailand.[2]
- Olea rubrovenia (Elmer) Kiew: Die Heimat ist Borneo bis zu den Philippinen.[2]
- Olea salicifolia Wall. ex G.Don (Syn.: Olea guangxiensis B.M.Miao): Die Heimat ist Assam bis ins südliche China und zur Malaiischen Halbinsel.[2]
- Olea schliebenii Knobl.: Die Heimat ist das Uluguru-Gebirge in Tansania.[2]
- Olea tetragonoclada L.C.Chia: Die Heimat ist das Autonome Gebiet Guangxi in China.[2]
- Olea tsoongii (Merr.) P. S. Green: Die Heimat ist das südöstliche China bis Hainan.[2]
- Olea welwitschii (Knobl.) Gilg & G. Schellenb.: Das Heimatgebiet reicht von Äthiopien bis zum südlichen tropischen Afrika.[2]
- Olea wightiana Wall. ex G. Don: Die Heimat ist Indien.[2]
- Olea woodiana Knobl.: Mit zwei Unterarten:  
  - Olea woodiana subsp. disjuncta P.S.Green: Sie kommt in Kenia und Tansania vor.[2]
  - Olea woodiana subsp. woodiana: Sie kommt im südlichen Afrika vor.[2]
- Olea yuennanensis Hand.-Mazz.: Die Heimat ist das südlich-zentrale China.[2]

Nicht mehr zu dieser Gattung wird gerechnet:
- Olea ambrensis H.Perrier => Noronhia olearia Hong-Wa[2]
- Olea obovata Baker non (Merr.) Kiew => Noronhia obovata (Baker) Hong-Wa & Callm.[2]

## Nachweise
- Mei-chen Chang, Lien-ching Chiu, Zhi Wei, Peter S. Green: Oleaceae. In: Wu Zheng-yi, Peter H. Raven (Hrsg.): Flora of China. Volume 15: Myrsinaceae through Loganiaceae. Science Press / Missouri Botanical Garden Press, Beijing / St. Louis 1996, ISBN 0-915279-37-1, S. 295 (englisch). (online).